# NGC 2274
NGC 2274 est une vaste galaxie elliptique située dans la constellation des Gémeaux. NGC 2274 a été découverte par l'astronome germano-britannique William Herschel en 1786.

## Caractéristiques
Sa vitesse par rapport au fond diffus cosmologique est de 5 131 ± 16 km/s, ce qui correspond à une distance de Hubble de 75,7 ± 5,3 Mpc (∼247 millions d'al).

## Supernova
La supernova SN 2005md a été découverte dans NGC 2274 le 25 décembre 2005 par W. D. Li de l'université de Californie à Berkeley dans le cadre du programme LOSS (Lick Observatory Supernova Search) de l'observatoire Lick. Cette supernova était de type II.

## Groupe de NGC 2274
NGC 2274 est la plus brillante d'un groupe de galaxies qui porte son nom. Le groupe de NGC 2274 compte au moins 4 membres, soit NGC 2275 et NGC 2290 et UGC 3537.

### Paire de galaxies
NGC 2274 et NGC 2275 sont rapprochés sur la sphère céleste et ces galaxies sont à peu près à la même distance de nous. Elles forment une paire de galaxie.